# Șcheia, Iași
Scheia là một xã thuộc hạt Iași, România. Dân số thời điểm năm 2002 là 4737 người.